# Желтощёкий хохлатый гиббон
Желтощёкий хохлатый гиббон (лат. Nomascus gabriellae) — вид приматов из семейства гиббоновых. Обитает в Камбодже, Лаосе и Вьетнаме.

## Классификация
Ранее все современные виды номаскусов классифицировались в составе вида Hylobates concolor, который помещался в подрод Nomascus в составе рода Hylobates. Желтощёкий хохлатый гиббон считался подвидом Hylobates concolor gabriellae. Однако некоторые морфологические и поведенческие отличия позволили поднять его до ранга вида, а Hylobates был разбит на несколько отдельных родов, включая Nomascus.

## Описание
Детёныши желтощёкого хохлатого гиббона рождаются белыми, с возрастом темнеют. Самцы остаются чёрными на всю жизнь, а самки во время полового созревания опять становятся светлее; чёрной остаётся лишь макушка. Самцы имеют светлые отметины на щеках. Взрослые самки жёлто-коричневые, на груди шерсть сероватая, в паху красно-коричневая. Самки слегка мельче самцов.
В неволе могут жить до 50 лет. Продолжительность жизни в дикой природе неизвестна.

## Поведение
Образуют небольшие семейные группы, состоящие из моногамной пары и её потомства. Каждая группа защищает свою территорию. Проводят почти всё время на деревьях, передвигаясь при помощи брахиации. Активны днём. Развита система коммуникации при помощи голоса.
При содержании в неволе достаточно избирательны в еде. В рационе преимущественно фрукты, однако время от времени едят также побеги и листья растений, цветы и насекомых.

## Распространение
Традиционно ареал желтощёких хохлатых гиббонов включал северо-восток Камбоджи (южная Ратанакири) и южный Вьетнам (Национальный парк Батьма). На север ареал простирается до Лаоса (Саваннакхет) и центрального Вьетнама (Тхыатхьен-Хюэ и, возможно, Куангчи).

## Статус популяции
В ходе полевых исследований 2005 года в охранной зоне Сейма в Камбодже учёные насчитали 2500 особей этого вида, что намного больше предыдущих оценок.
Тем не менее, Международный союз охраны природы присвоил этому вид охранный статус «Вымирающий» (англ. Endangered). По оценкам 2008 года численность популяции сократилась на 50 % за 45 лет (3 поколения) в основном из-за охоты и разрушения среды обитания.